# Denis Glover
Le capitaine de corvette Denis James Matthews Glover  (9 décembre 1912 - 9 août 1980) était un poète et éditeur néozélandais.
Bien connu pour ses opinions de gauche, il eut souvent des ennuis avec les autorités. En 1935, il fonda la société Caxton Press, dont il se servit pour encourager un style moins romantique de  poésie en Nouvelle-Zélande que ce qui était publié avant cette date. Son travail dans sa société fut interrompu pour servir dans la Marine pendant la Seconde Guerre mondiale, où il atteignit le grade de capitaine de corvette et  reçut la Distinguished Service Cross pour sa bravoure.
Ses œuvres les plus connues sont la série Sings Harry, Arawata Bill et The Magpies. Le refrain de ce dernier (Quardle Oodle Ardle Wardle doodle, imite le bruit de la pie australienne) est l'une des lignes les plus célèbres de la poésie de la Nouvelle-Zélande.
Le dramaturge Roger Hall a écrit une pièce intitulée M. Punch sur la vie de Glover. Douglas Lilburn a mis certains de ses poèmes en musique, et plus tard utilisé un thème de Harry Sings dans sa Troisième Symphonie.